# Lumberton (Texas)
Lumberton es una ciudad ubicada en el condado de Hardin en el estado estadounidense de Texas. En el Censo de 2010 tenía una población de 11.943 habitantes y una densidad poblacional de 344,22 personas por km².

## Geografía
Lumberton se encuentra ubicada en las coordenadas 30°15′14″N 94°12′32″O / 30.25389, -94.20889. Según la Oficina del Censo de los Estados Unidos, Lumberton tiene una superficie total de 34.7 km², de la cual 34.43 km² corresponden a tierra firme y (0.77%) 0.27 km² es agua.

## Demografía
Según el censo de 2010, había 11.943 personas residiendo en Lumberton. La densidad de población era de 344,22 hab./km². De los 11.943 habitantes, Lumberton estaba compuesto por el 96.3% blancos, el 0.44% eran afroamericanos, el 0.33% eran amerindios, el 0.69% eran asiáticos, el 0% eran isleños del Pacífico, el 0.99% eran de otras razas y el 1.26% pertenecían a dos o más razas. Del total de la población el 4.75% eran hispanos o latinos de cualquier raza.